# ノッティンガム大学
ノッティンガム大学（英語 :University of Nottingham）は、イギリスのノッティンガム市にキャンパスを置く、1881年設立の大規模研究型大学である。設立当初はロンドン大学のカレッジであったが、1948年にノッティンガム大学として独立。国内最高峰の大学群として認識されているラッセル・グループおよびウーニウェルシタース 21に加盟している。ノーベル賞受賞者総数は3人。アジア・パシフィック地域との連携強化のため、マレーシア・中国にもキャンパスを開校し、イギリスの中でもグローバル度の高い一流名門大学である。

## 歴史
1798年に設立された成人教育学校が前身。1881年、オールバニ公レオポルドによってユニバーシティ・カレッジとして設立され、1948年にロンドン大学から独立し正式に国立大学として認定された。

## 大学の特色

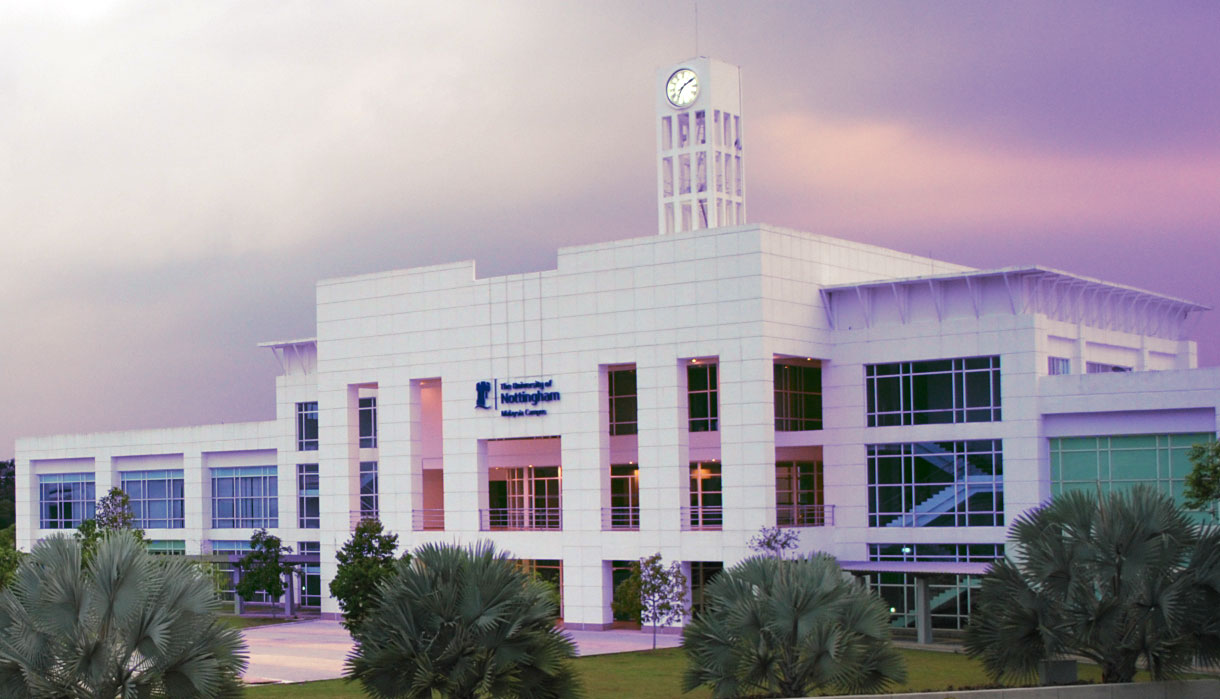
University of Nottingham Malaysia Campus

ノッティンガム大学は、教育・研究活動においてもイギリス大学ランキングで常に上位10位以内に位置している。最近の研究業績評価では、26学科が最高グレードの5または5*（国際的に優れた研究）をマークし、独立機関による教育の質の評価では、30学科が「優」とされた。また全国の大学中最も競争率が高く、キャンパスの美しさも際立つ。大学は人文、教育、工学、法律、社会科学（ノッティンガム大学ビジネス・スクールを含む）、医学および健康科学（獣医学科、医学部）、自然科学（農業学、食物科学を含む）の6学部、31のスクールに分かれている。また、ノッティンガム大学ビジネススクールは同国でも優れた教育機関のひとつとして知られている。 
- 生命科学系の（医学、薬学、生化学、生理学、生命情報学等）は学部レベルから極めて専門性が高いコースが整備され、修士以上のコースも極めてレベルが高く、世界中から優秀な研究者・教授陣と学生が集まってきている。医学部付属病院もあり、イギリスの医学分野の重要な研究施設となっている。
- 政治学・国際関係学は常に世界ランキングトップ100以内に入り国際機関とも多くのセミナーを開催している。マレーシア・中国にキャンパスがあるため、アジア・パシフィック地域の研究に強い特色がある。[1]
- 経済学はイギリス国内5位（2008年度 タイムズ）。また、国際経済学では常に世界ランキング20位に入り、ヨーロッパ最大のグローバル化研究機関、計量経済学分野でグレンジャー記念連続時間計量経済学研究所 Granger Centre for Time Series Econometrics を置き、学外のフェロー External Fellows に クライヴ・グレンジャー (故人・ノーベル経済学賞) はもとより、Peter Phillips（イェール大学 連続時間モデル計量経済学）、Pierre Perron（ボストン大学 計量経済学）、Peter Robinson（ロンドン・スクール・オブ・エコノミクス 計量経済学）等。

## ランキング・評価
QS世界大学ランキングの総合評価では2013-14年版で72位、2014-15年版で77位、2015-16年版で70位、2016-17年版で75位と評価されている。分野別に見ると医学、社会科学、人文科学、生命科学が強く、2016-17年版世界ランキングにおいて、薬学が6位、看護学が28位、教育学が22位、獣医学29位、医学が70位、工学が51位、地理学48位、政治学51位、法学50位、経済学51位、英文学49位と多くの学科が世界トップ100に入っている。 Times世界大学ランキングでは世界130位と評価されている(2023)。 2012年にNewYorkTimesが世界20カ国のトップ企業に聞き取り調査した卒業生の採用評価では英国9位、世界70位。

## 著名な卒業生

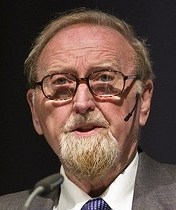
ノーベル経済学賞受賞者クライヴ・グレンジャー

- クライヴ・グレンジャー: ノーベル経済学賞受賞(2003年)
- テドロス・アダノム: 第8代世界保健機関事務局長
- ジャーファル・アブドゥル・ラーマン: 第10代マレーシア国王
- スタンレー・ミドルトン: 作家
- D・H・ローレンス: イギリスの作家・詩人
- ルース・ウィルソン: イギリスの女優
- テオ・ジェームズ: イギリスの俳優
- ロンドングラマー: イギリスの音楽グループ
- 鄧亜萍: 中華人民共和国の卓球選手
- マーフィ・ロバート: 脳科学兼英語教育研究者、バイリンガルパーソナリティ、脳科学兼英語教育学会創立者 FAB Conferences neuroELT
- アブドゥル・ハミード・ザカリヤ: モルディブの教育者、初代駐日大使

## 大学関係者
- マーティン・ポリアコフ : イギリスの化学者
- ピーター・マンスフィールド : ノーベル生理学・医学賞受賞(2003)
- アダニーヤ・シブリー : パレスチナの作家